# 59. pehotna divizija (Avstro-Ogrska)
59. pehotna divizija (izvirno nemško 59. Infanterie-Division oz. nemško 59. Infanterietruppendivision) je bila pehotna divizija avstro-ogrske kopenske vojske, ki je bila aktivna med prvo svetovno vojno.

## Poveljstvo
Poveljniki 
- Lukas Snjarić: marec 1915 - februar 1916
- Joseph Schön: februar - april 1916
- Joseph von Kroupa: april 1916 - maj 1917
- Kletus von Pichler: maj 1917 - november 1918